# James Kelly (Politiker, 1760)
James Kelly (* 17. Juli 1760 im York County, Provinz Pennsylvania; † 4. Februar 1819 in York, Pennsylvania) war ein US-amerikanischer Politiker. Zwischen 1805 und 1809 vertrat er den Bundesstaat Pennsylvania im US-Repräsentantenhaus.

## Werdegang
James Kelly erhielt eine klassische Schulausbildung und studierte danach bis 1782 an der University of Pennsylvania in Philadelphia. In den Jahren 1782 und 1783 gehörte er zum Lehrkörper dieser Universität. Nach einem Jurastudium und seiner 1785 erfolgten Zulassung als Rechtsanwalt begann er in Philadelphia in diesem Beruf zu arbeiten. Politisch wurde er Mitglied der Ende der 1790er Jahre von Alexander Hamilton gegründeten Föderalistischen Partei. Zwischen 1793 und 1798 saß er mehrfach als Abgeordneter im Repräsentantenhaus von Pennsylvania.
Bei den Kongresswahlen des Jahres 1804 wurde Kelly im sechsten Wahlbezirk von Pennsylvania in das US-Repräsentantenhaus in Washington, D.C. gewählt, wo er am 4. März 1805 die Nachfolge von John Stewart antrat. Nach einer Wiederwahl konnte er bis zum 3. März 1809 zwei Legislaturperioden im Kongress absolvieren. Nach seiner Zeit im US-Repräsentantenhaus praktizierte Kelly wieder als Anwalt. Er starb am 4. Februar 1819 in York.